# Liste der Biografien/Dief
Liste der Biografien |
Portal Biografien |
Personensuche
# |
A |
B |
C |
D |
E |
F |
G |
H |
I |
J |
K |
L |
M |
N |
O |
P |
Q |
R |
S |
T |
U |
V |
W |
X |
Y |
Z |
?
 
Da |
Db |
Dc |
Dd |
De |
Dg |
Dh |
Di |
Dj |
Dk |
Dl |
Dm |
Dn |
Do |
Dq |
Dr |
Ds |
Du |
Dv |
Dw |
Dy |
Dz
 
Dia |
Dib |
Dic |
Did |
Die |
Dif |
Dig |
Dih |
Dij |
Dik |
Dil |
Dim |
Din |
Dio |
Dip |
Diq |
Dir |
Dis |
Dit |
Diu |
Div |
Diw |
Dix |
Diy |
Diz
 
Dieb |
Diec |
Died |
Dief |
Dieg |
Dieh |
Diek |
Diel |
Diem |
Dien |
Diep |
Dier |
Dies |
Diet |
Dieu |
Diev |
Diew |
Diez
Die Liste der Biografien führt alle Personen auf, die in der deutschsprachigen Wikipedia einen Artikel haben. Dieses ist eine Teilliste mit 46 Einträgen von Personen, deren Namen mit den Buchstaben „Dief“ beginnt.

## Dief

### Diefe
- Diefenbach, Andrea (* 1974), deutsche Fotografin
- Diefenbach, Andreas (* 1973), deutscher Künstler
- Diefenbach, Darius (* 2003), deutscher Volleyballspieler
- Diefenbach, Felix (1925–2019), deutscher Basketballspieler
- Diefenbach, Frank (* 1969), deutscher Lehrer und Politiker (Bündnis 90/Die Grünen), MdL Hessen
- Diefenbach, Fritz (1890–1962), deutscher Verwaltungsjurist
- Diefenbach, Heiner (* 1959), deutscher Manager und Wirtschaftsingenieur
- Diefenbach, Johann (1832–1911), deutscher römisch-katholischer Geistlicher
- Diefenbach, Julius (1835–1917), deutscher Ingenieur und Politiker (MdR)
- Diefenbach, Jürgen (* 1956), deutscher Fußballspieler
- Diefenbach, Karl Wilhelm (1851–1913), deutscher Maler und SozialreformerKarl Wilhelm Diefenbach (1851–1913)

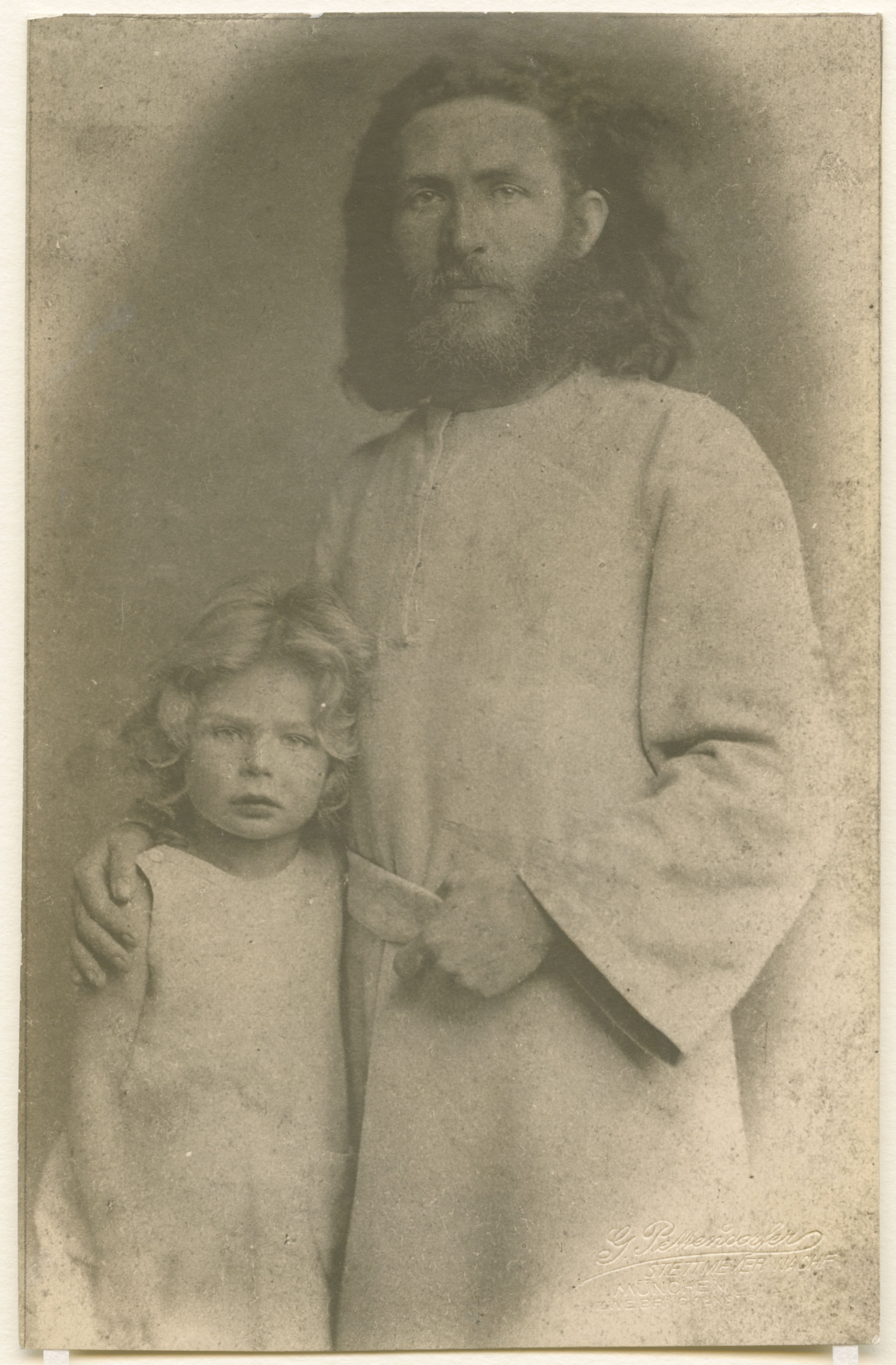
Karl Wilhelm Diefenbach (1851–1913)

- Diefenbach, Leonhard (1814–1875), deutscher Maler und Pädagoge
- Diefenbach, Lorenz (1806–1883), deutscher Schriftsteller und Sprachwissenschaftler
- Diefenbach, Lucidus (1886–1958), deutscher Landschaftsmaler
- Diefenbach, Ramona, deutsche Schriftstellerin
- Diefenbach, Sarah (* 1982), deutsche Universitätsprofessorin und Autorin
- Diefenbach, Steffen (* 1968), deutscher Althistoriker
- Diefenbach, Wilhelm (1869–1929), deutscher Politiker (SPD)
- Diefenbach, Wilhelm (1895–1964), Abgeordneter de Provinziallandtages der Provinz Hessen-Nassau
- Diefenbach, Wolfgang (* 1951), deutscher Jazzmusiker (Flöte, Dirigat)
- Diefenbach-Trommer, Stefan (* 1971), deutscher Polit-Aktivist und Journalist
- Diefenbacher, Hans (* 1954), deutscher Volkswirtschaftler
- Diefenbacher, Michael (* 1956), deutscher Archivar und Historiker
- Diefenbaker, John (1895–1979), kanadischer Politiker
- Diefenderfer, Caren (1952–2017), US-amerikanische Mathematikerin und Hochschullehrerin
- Diefenhardt, Heti (1920–2017), deutsche Malerin, Textilkünstlerin und Designerin
- Diefenthal, Frédéric (* 1968), französischer SchauspielerFrédéric Diefenthal (* 1968)

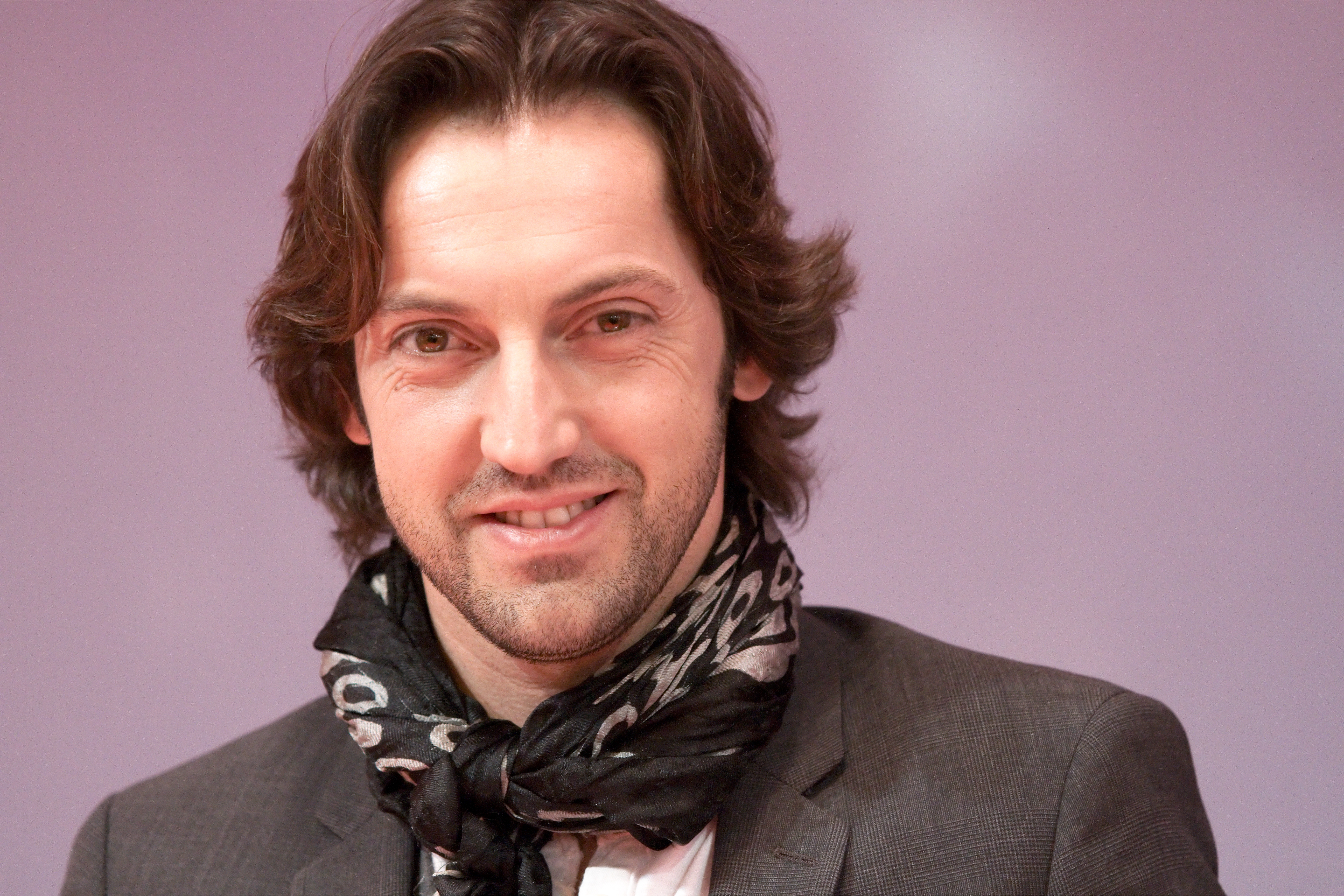
Frédéric Diefenthal (* 1968)

### Dieff
- Dieffenau, Euphrosina Heldin von (1550–1636), deutsch-schwedische Hofdame
- Dieffenbach, Anton (1831–1914), deutscher Maler
- Dieffenbach, Christian (1791–1853), hessischer Pfarrer und Abgeordneter
- Dieffenbach, Ernst (1811–1855), deutscher Mediziner, Geologe, Naturforscher und Hochschullehrer an der Universität in Gießen
- Dieffenbach, Georg (1787–1848), Landtagsabgeordneter Großherzogtum Hessen
- Dieffenbach, Georg Christian (1822–1901), deutscher Pfarrer und Dichter
- Dieffenbach, Johann Friedrich (1792–1847), deutscher Chirurg und HochschullehrerJohann Friedrich Dieffenbach (1792–1847)

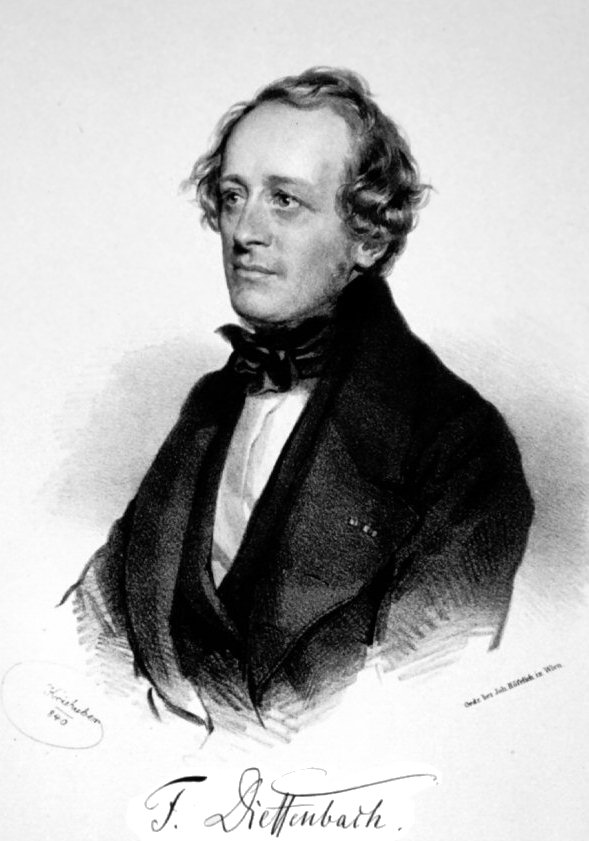
Johann Friedrich Dieffenbach (1792–1847)

- Dieffenbach, Johann Philipp (1786–1860), hessischer Lehrer und Historiker
- Dieffenbach, Joseph (1796–1863), österreichischer Gärtner
- Dieffenbach, Karl (1859–1936), preußischer General der Infanterie
- Dieffenbach, Ludwig Adam (1772–1843), deutscher evangelischer Theologe
- Dieffenbach, Ludwig Karl (1819–1901), großherzoglich-hessischer Kreisrat
- Dieffenbach, Otto (1862–1919), deutscher Elektrochemiker
- Dieffenbach, Wolf Günther (* 1933), deutscher Sportfunktionär
- Dieffenbacher, August Wilhelm (1858–1940), deutscher Maler und Illustrator
- Dieffenbacher, Jakob (1847–1929), deutscher Unternehmensgründer
- Dieffenbacher, Johann Friedrich (1801–1882), deutscher Kirchenmusiker am Ulmer Münster
- Dieffenbacher, Reinhold (1882–1966), deutscher Maler
- Dieffenbrunner, Johann Georg, deutscher Maler